# Pantherodes semiconfluens
Pantherodes semiconfluens är en fjärilsart som beskrevs av W. Warren 1905. Pantherodes semiconfluens ingår i släktet Pantherodes och familjen mätare. Inga underarter finns listade i Catalogue of Life.